# Hallettsville (Texas)
Hallettsville település az Amerikai Egyesült Államok Texas államában, Lavaca megyében, melynek megyeszékhelye is. Lakosainak száma 2731 fő (2020. április 1.).

## Népesség
A település népességének változása:

| 2010 | 2 550 |
| 2020 | 2 731 |